# Elsa Benítez
Pour les articles homonymes, voir Benitez.
Elsa Benítez, née le 8 décembre 1977 à Hermosillo, dans le Sonora, au Mexique, est un mannequin mexicain.

## Biographie
Elsa Benítez commence sa carrière de modèle par un concours international au Costa Rica en 1995. Elle rêvait de cette carrière comme fan de Linda Evangelista. Après ce concours, on lui propose quelques activités aux États-Unis et en Europe.
Elle a été photographiée en particulier par Steven Meisel et a paru dans les éditions américaine et italienne de Vogue. Elle apparaît dans le calendrier Pirelli de 1999 (Women Through the Decades). Elle est considérée comme représentative des années 1970 « groovy ».
Elle contribue[pas clair] au clip d'Enrique Iglesias Love to See You Cry en 2002. 
En 2003, elle tourne dans le film publicitaire pour le parfum Mahora de Guerlain, réalisé par Bruno Aveillan dans le désert de Namibie, auquel participe également le land artiste Nils-Udo.
Elle est sélectionnée pour la couverture 2001 de Sports Illustrated Swimsuit Issue. Elle est apparue 5 fois dans Swimsuit Edition depuis. En 2004 elle y raconte qu'elle a failli prendre place à bord du Vol 800 TWA – un Boeing 747 qui a explosé au-dessus de l'Atlantique peu après le décollage. Elle avait un pressentiment, qui était si fort qu'elle a changé de billet ; depuis, elle dit apprécier la vie comme un don.
Elle essaie de percer dans le monde du cinéma, et a pris des cours d'art dramatique.

### Vie familiale
Elle s'est mariée en septembre 1999 avec le joueur de NBA Rony Seikaly, avec qui elle a eu une fille. Ils sont divorcés depuis août 2005.

## Campagnes
Elsa Benítez a prêté son image dans des campagnes de publicité pour Dolce & Gabbana, Macy's, Episode, I-N-C, J.Crew, Óscar de la Renta, Rena Lange, Nine West, Valentino, et Jones New York ; elle a défilé pour Victoria's Secret.

## Couvertures
En 1996, elle fait la couverture de Vogue Italia à trois reprises (avril, aout et septembre). Après qu'elle a signé un contrat avec Elite, d'autres magazines le lui proposent comme : Elle, Glamour, Mademoiselle, Harper's Bazaar, et Marie Claire. en France, on note Cosmopolitan - novembre 2001

## Défilés
- Automne-hiver 1997 
  - Prêt-à-porter : Anna Sui, Bill Blass, Chanel, Christian Dior, Christian Lacroix, Dolce & Gabbana, Fendi, Gianfranco Ferré, Gianni Versace, John Galliano, Lanvin, Michael Kors, Nicole Miller, Oscar de la Renta, Paco Rabanne, Ralph Lauren, Sportmax
  - Haute couture : Gianni Versace
- Printemps-été 1998 : 
  - prêt-à-porter : Christian Dior, Carolina Herrera, Castelbajac, Chloé, Ellen Tracy, Emanuel Ungaro, Gianfranco Ferré, MaxMara, Salvatore Ferragamo, Valentino